# فرنجستان
فرنجستان (بالفارسية: فرنگستان) كان مصطلحًا استخدمه الشرقيون والفرس على وجه الخصوص، خلال العصور الوسطى والفترات التاريخية اللاحقة للإشارة إلى أوروبا الغربية أو اللاتينية.
فرنجستان تعني حرفيًا أرض الفرنج، من فارانج [الإنجليزية]، وهو الشكل الفارسي لكلمة فرانك، بالإضافة إلى اللاحقة ستان القادمة من اللغة الفارسية والتي تعني مكان أو أرض. خلال الحروب الصليبية، أطلق الشرقيون على المسيحيين الغربيين (اللاتينيين) الغزاة اسم الفرنجة، وهو الاسم الذي كان في الأصل يطلق على سكان أكبر الممالك المسيحية اللاتينية في أوروبا، وهي فرنسا، والتي أعطت اسمها لمملكة فرنسا (على الرغم من أن أجزائها الشرقية أصبحت تُعرف باسم الإمبراطورية الرومانية المقدسة).
كان هذا الاسم على النقيض من الاسم الذي استخدمه العرب لجيرانهم المسيحيين الشرقيين القدامى المسيحيين الأرثوذكس اليونانيين في الإمبراطورية البيزنطية (الرومانية الشرقية) ، الذين أطلقوا عليهم اسم الروم (المشتقة من " روما "، أي الإمبراطورية الرومانية الشرقية في العصور الوسطى وعاصمتها القسطنطينية).
وبما أن الفرنجة شكلوا جزءًا كبيرًا من قوة الحملة الصليبية الأولى، وأصبحت اللغة الفرنسية القديمة هي اللغة السائدة في الدول الصليبية في القرن الثاني عشر (ولا سيما إمارة أنطاكية الأطول عمرًا)، فإن مصطلح الفرنجة كما يستخدم في بلاد الشام يُشير لأي مسيحي قادم من أوروبا الغربية (لاتيني) (سواء كان فرنجيًا أو ساكسونيًا أو فلمنكيًا ، إلخ)، ولا يُشير إلى المسيحيين البيزنطيين أو المسيحيين المحليين. لم تكن فرنجستان منطقة محددة بوضوح وربما كانت تشير إلى أي أرض ينظر إليها الشرقيون على أنها غربية.
وعلى العكس من ذلك، فإن المسيحيين عمومًا يطلقون على الشرقيين اسم الساراسين أو الموريسكيين، غير أن الأخير قد يحتوي على دلالات سلبية.
ظل مصطلح فرنجستان قيد الاستخدام في عهد الإمبراطورية العثمانية، في المصادر حتى أواخر القرن السابع عشر. بينما في بلاد فارس، ظل قيد الاستخدام حتى نهاية سلالة القاجار كما هو موضح في المراسلات المختلفة والوثائق الإدارية في تلك الحقبة للإشارة إلى الدول الأوروبية. تُستخدم مشتقات أخرى لهذه الكلمة، بتردد أقل في اللغة الفارسية الحديثة، ودون أي دلالة سلبية. في اللغة الهندية في الهند الحالية، لا يزال يُشار إلى جميع الأوروبيين بشكل عام باسم الفرانجيين.

## طالع أيضًا
- اللغة المشتركة في البحر الأبيض المتوسط كانت لغة عامية يتحدث بها الأوروبيون ("الفرنجة") والمسلمين.
- الفرنسيون ولبنان
- الفرانك، الكلمة الفارسية في العصور الوسطى للفرنجة ، والتي كانت تشير إلى الأوروبيين الغربيين بشكل عام
  - الروم (اللفظ) [الإنجليزية]، الكلمة الإسلامية للبيزنطيين، وتعني "الرومان"، ولكن المسلمين استخدموها أكثر لوصف الروم الشرقيين (اليونانيين، عاصمتهم القسطنطينية) وليس الرومان الغربيين (اللاتينيين، عاصمتهم روما)
- فرانكوكراتيا [الإنجليزية]، الفترة في تاريخ اليونان بعد الحملة الصليبية الرابعة (1204)